# Metropolitanato de Filadelfia

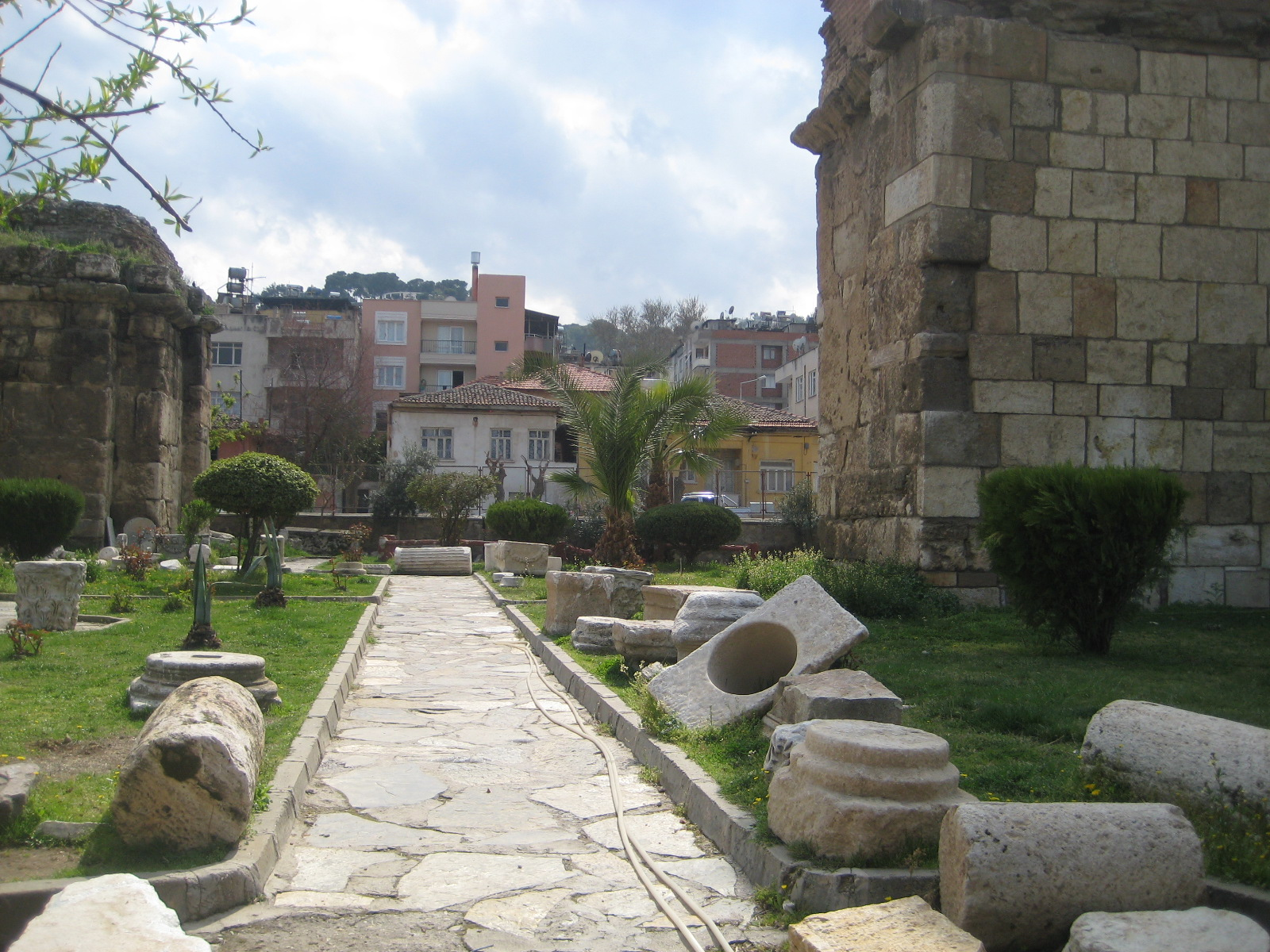
Las ruinas de San Juan en Filadelfia.

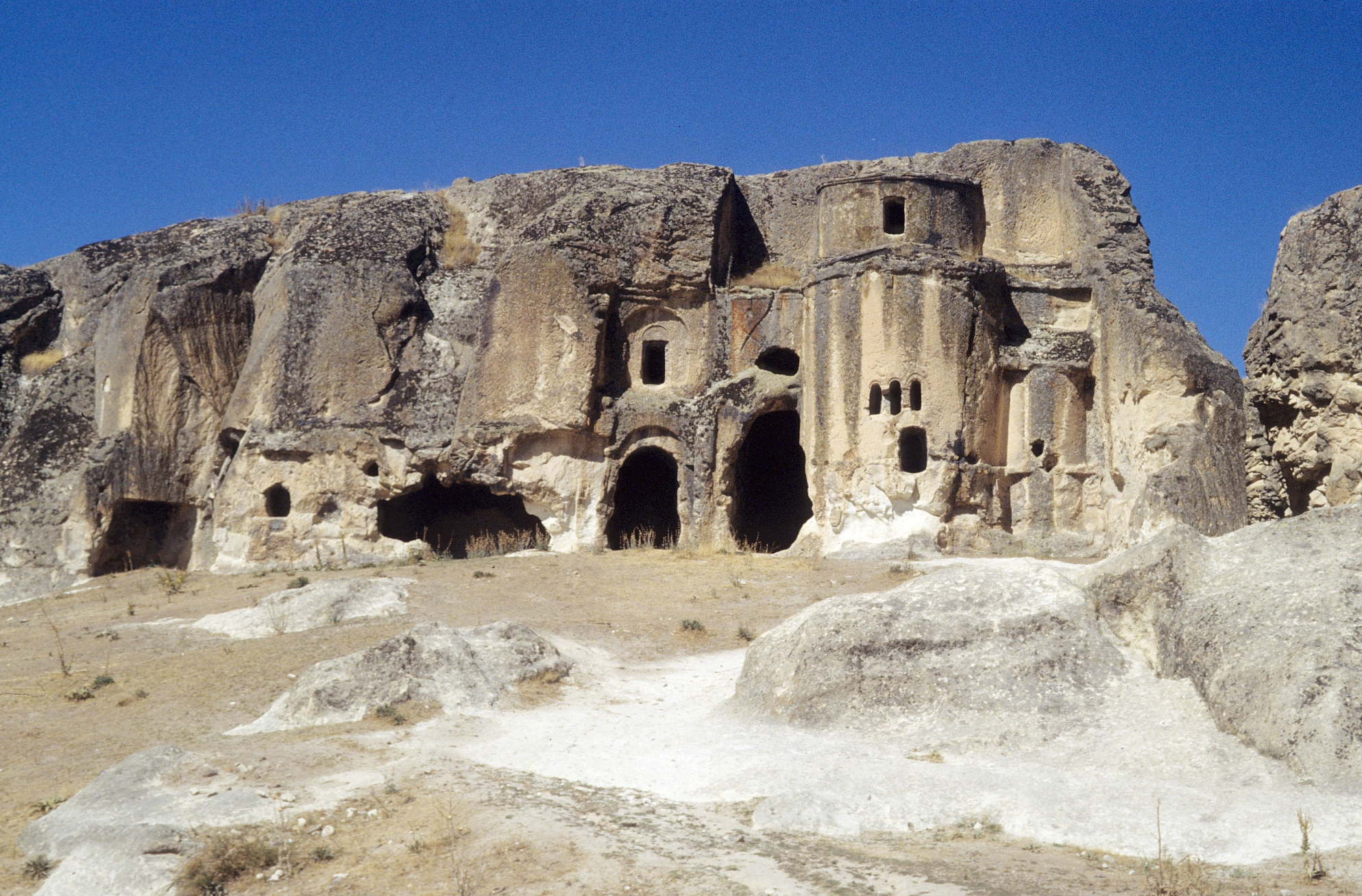
Iglesia bizantina en Ayazin cerca de Afionkarahisar.

El metropolitanato de Filadelfia (en griego: Ιερά Μητρόπολη Φιλαδελφείας) es una diócesis vacante de la Iglesia ortodoxa perteneciente al patriarcado de Constantinopla, cuya sede estaba en Filadelfia (actual Alaşehir) en Turquía. Su titular llevaba el título de metropolitano de Filadelfia, el más honorable ('hipertimos') y exarca del Lidia (en griego: Ο Φιλαδελφείας, υπέρτιμος και έξαρχος Λυδίας). Es una antigua sede metropolitana de la provincia romana de Lidia en la diócesis civil de Asia y en el patriarcado de Constantinopla.

## Territorio
El territorio del metropolitanato se encuentra en las provincias de Manisa, Uşak, Kütahya, Afyonkarahisar y Denizli. El área del metropolitanato limita al norte con los metropolitanatos de Cícico y Ancyra; al este con los metropolitanatos de Ancyra, Iconio y Pisidia; al sur con los metropolitanatos de Pisidia, Heliópolis y Tira y Sardes; y al oeste con los metropolitanatos de Heliópolis y Tira y de Éfeso.
Además de Alaşehir, otras localidades del metropolitanato son Salihli, Eşme, Kula, Gördes, Demirci, Simav, Uşak, Afyonkarahisar y Denizli.

## Historia
Filadelfia es la cuna de una antigua comunidad cristiana, cuyos orígenes se remontan a los albores del cristianismo. Según el libro de las Constituciones apostólicas, los primeros dos obispos conocidos, Lucio y Demetrio, fueron establecidos por el apóstol Pablo de Tarso y el evangelista Juan, respectivamente. Se puede identificar a Lucio con lo mencionado por san Pablo en los saludos finales de la Epístola a los romanos (16:21). La comunidad cristiana de Filadelfia fue luego criticada por el apóstol Juan, quien la menciona entre las Siete Iglesias de Asia a las que se refiere en el libro de Apocalipsis (3,7-13). Sus fieles también recibieron una de las cartas escritas por Ignacio de Antioquía, que declara la existencia de un obispo, pero sin mencionar su nombre.
El Concilio de Nicea I en 325 aprobó la ya existente organización eclesiástica según la cual el obispo de la capital de una provincia romana (el obispo metropolitano) tenía cierta autoridad sobre los otros obispos de la provincia (sufragáneos), utilizando por primera vez en sus cánones 4 y 6 el nombre metropolitano. Quedó así reconocido el metropolitanato de Sardes en la provincia romana de Lidia, siendo Filadelfia una de sus diócesis sufragáneas. El canon 6 reconoció las antiguas costumbres de jurisdicción de los obispos de Alejandría, Roma y Antioquía sobre sus provincias, aunque no mencionó a Éfeso, su metropolitano también encabezaba de la misma manera a los obispos de la diócesis civil de Asia como exarca de Asia, entre ellos al de Sardes. El canon 28 del Concilio de Calcedonia en 451 pasó al patriarca de Constantinopla las prerrogativas del exarca de Asia, por lo que el metropolitanato de Sardes y sus diócesis sufragáneas pasaron a ser parte del patriarcado.
Hay varios obispos en esta diócesis conocidos y documentados por fuentes antiguas. Etemasio fue uno de los padres del Concilio de Nicea I en 325. Ciriaco se adhirió al arrianismo y como tal participó en el Concilio de Sárdica circa 344, luego se separó de él con los otros obispos arrianos y participó en el sínodo alternativo de Filipópolis. En el sínodo arriano de Seleucia, en 359, Teodosio se distanció de sus colegas arrianos, firmó la fórmula ortodoxa de Acacio de Cesarea y por esta razón fue depuesto. Teofanio participó en el Concilio de Éfeso en 431. Asiano suscribió en 458 la carta de los obispos de Lidia al emperador León I después de la muerte de Proterio de Alejandría. Eustaquio firmó la carta sinodal contra Severo de Antioquía y el partido monofisita en el sínodo convocado en Constantinopla en 518 por el patriarca Menas. Juan participó en el Concilio de Constantinopla III en 680. Esteban asistió al Concilio de Nicea II en 787. Miguel vivió en la época del patriarca san Nicéforo de Constantinopla (806-815) y fue comisionado por ellos para llevar una carta al papa León III. En esta ocasión parece que la sede ya estaba elevada al rango de arquidiócesis. 
Filadelfia fue ocupada por los selyúcidas circa 1085 y retomada por los bizantinos en 1097. Circa 1190 la diócesis de Filadelfia fue elevada al metropolitanato. En 1378 el emperador Manuel II Paleólogo prometió entregar la ciudad de Filadelfia a los turcos a cambio de ayuda del sultán otomano en la guerra civil bizantina. Sin embargo, los ciudadanos de Filadelfia se negaron a rendirse y la ciudad fue en realidad totalmente autónoma. Filadelfia fue la última ciudad bizantina en Asia Menor, ya que cayó en 1390, después de haber estado completamente rodeada por territorio del Imperio otomano desde 1310. La caída de Filadelfia fue la caída del último asentamiento independiente cristiano griego en el oeste de Asia Menor. La ciudad cambió el nombre por el de Alaşehir.
En 1402 la ciudad fue saqueada por Tamerlán, quien la entregó al Beylitado de Germiyan. Fue finalmente tomada por los otomanos en 1429. 
En julio de 1577 la sede del metropolitanato fue trasladada a Venecia para atender a los ortodoxos en Italia y Europa. En 1644 la diócesis de Citera (una posesión veneciana) fue transferida del metropolitanato de Monemvasía al de Filadelfia. En junio de 1712 el metropolitano Melecio de Filadelfia (1685-1712) fue excomulgado por el patriarca por aceptar el catolicismo y el metropolitanato fue suprimido. Sin embargo, la población ortodoxa en Venecia presionaba por el restablecimiento del metropolitanato y eligió un metropolitano sin el consentimiento del patriarcado de Constantinopla en 1762, 1768 y 1772. En 1780 el patriarcado reconoció la transferencia del metropolitano Sofronio de Cefalonia a Venecia, pero después de su muerte en 1790, el patriarcado no permitió la elección de un sucesor. 
Mientras la sede del metropolitanato de Filadelfia se encontraba en Venecia, su área en Asia Menor fue parte del metropolitanato de Éfeso o un exarcado controlado directamente por el patriarca. Así, en 1636 el metropolitano de Éfeso fue también presidente de Filadelfia, que pronto se convirtió en un exarcado, pero en 1642/1644 se anexó oficialmente a Éfeso. Después de la supresión de la sede veneciana, Filadelfia permaneció como exarcado y fue mencionado como tal en 1717. En 1725, sin embargo, el metropolitanato fue restaurado.
La mayor parte del territorio del metropolitanato de Filadelfia fue ocupado por el ejército griego en 1920-1921, incluyendo Alaşehir el 11 de junio de 1920. En agosto de 1922 las fuerzas griegas se retiraron derrotadas y la población ortodoxa fue evacuada o asesinada por las fuerzas turcas. Tras el Tratado de Lausana, para poner fin a la guerra greco-turca, se implementó un intercambio de poblaciones entre Grecia y Turquía en 1923 que condujo a la extinción completa de la presencia cristiana ortodoxa en el territorio del metropolitanato de Filadelfia.

## Cronología de los obispos
- Lucio † (siglo I)
- Demetrio † (siglo I)
- Anónimo † (mencionado en torno a 107)
- Zacarías † (mencionado en 109)
- Teodosio I (mencionado en 302)
- Crinón † (mencionado en 320)
- Etemasio † (mencionado en 325) (participó en el Concilio de Nicea I)
- Ciriaco † (mencionado en 344) (participó en el sínodo de Filipópolis)
- Teodosio † (?-359 depuesto) (participó en el sínodo de Seleucia)
- Teofanio I † (mencionado en 431) (participó en el Concilio de Éfeso)
- Ventisca † (mencionado en 451)
- Asiano † (mencionado en 458)
- Eustacio † (mencionado en 518)
- Juan I † (mencionado en 680) (participó en el Concilio de Constantinopla III)
- León I † (mencionado en 705)
- Licasto † (mencionado en 783)
- Esteban † (mencionado en 787) (participó en el Concilio de Nicea II)
- Miguel † (en la época del patriarca san Nicéforo)
- Agapito † (siglo X)
- Manuel † (mencionado en 1193 y 1197)
- Nicolás † (mencionado en 1213 y 1216)
- Focas † (mencionado en 1228 y 1246)
- Juanicio I † (mencionado en 1256 y 1260)
- Teolipto † (mencionado 1292-1321)
- Macario I Chrysokephalus † (mencionado en 1345 y 1355)
- Aarón † (mencionado en 1369)
- Pablo † (mencionado en 1393)
- Macario II † (mencionado en 1454 y 1456)
- Joaquín † (mencionado en 1497)
- Neófito † (mencionado en 1546)
- Gabriel I † (mencionado en 1560 y 1561)
- Sofronio I † (mencionado en 1572-1577)

### Sede en Venecia
- Gabriel Sevir † (18 de julio de 1577-21 de octubre de 1616)
- Teofanes II † (14 de marzo de 1617-29 de febrero de 1632)
- Nicodemo † (12 de abril de 1632-28 de abril de 1635)
- Atanasio † (6 de mayo de 1635-10 de abril de 1656)
- Melecio I † (21 de marzo de 1657-25 de julio de 1677)
- Metodio † (19 de diciembre de 1677-29 de agosto de 1679)
- Gerásimo Vlach † (3 de septiembre de 1679-24 de marzo de 1685)
- Melecio Typald † (28 de marzo de 1685-junio de 1712) (depuesto por su conversión a la Iglesia católica)
  - (1712-1780) (los sucesores de Melecio en Venecia, no fueron reconocidos por el patriarca de Constantinopla)
- Sofronio † (3 de septiembre de 1780-30 de noviembre de 1790)

### Presidentes en Asia Menor
- Macario III † (circa 1721)
- Juanicio II † (mencionado en 1725)
- José † (?-1733)
- Dionisio I † (?-julio de 1759)
- Anatolio † (julio de 1759-8 de julio de 1765)
- Jacobo I † (9 de julio de 1765-1805 renunció)
- Doroteo (Proyos) † (diciembre de 1805-junio de 1813) (trasladado al metropolitanato de Adrianópolis)
- Gabriel III † (junio de 1813-septiembre de 1824 suspendido)
- Panareto † (septiembre de 1824-febrero de 1838) (trasladado al metropolitanato de Tarnovo)
- Daniel † (febrero de 1838-marzo de 1845) (trasladado al metropolitanato de Nyssa)
- Sofronio III (Sotirakis) † (marzo de 1845 enero de 1849) (trasladado al metropolitanato de Arta)
- Juanicio III † (enero de 1849-1860 falleció)
- Melecio III † (16 de octubre de 1860-25 de septiembre de 1869) (trasladado al metropolitanato de Esmirna)
- Dionisio II † (2 de octubre de 1869-1 de octubre de 1887 suspendido)
- Esteban II (Sulidis) † (1 de octubre de 1887-13 de febrero de 1896) (trasladado al metropolitanato de Mithymna)
- Leoncio II (Eleftheriadis) † (13 de febrero de 1896-29 de abril de 1899) (trasladado al metropolitanato de Melenikon)
- Leoncio III (Huturiiotis) † (29 de abril de 1899-10 de octubre de 1906) (trasladado al metropolitanato de Rodópolis)
- Procopio (Lazaridis) † (10 de octubre de 1906-16 de junio de 1911) (trasladado al metropolitanato de Iconio)
- Lucas (Petridis) † (23 de junio de 1911-19 de diciembre de 1912 falleció)
- Crisóstomo (Hazistavru) † (16 de marzo de 1913-19 de febrero de 1922) (trasladado al metropolitanato de Éfeso)
- Eugenio † (19 de febrero de 1922-20 de marzo de 1924) (trasladado al metropolitanato de Cidonia)

### Metropolitanos titulares
- Focio (Maniatis) † (20 de marzo de 1924-17 de enero de 1925) (trasladado al metropolitanato de Derkos)
- Cirilo (Mumdzis) † (20 de enero de 1925-1 de abril de 1925 falleció)
- Máximo (Vapordsis) † (9 de marzo de 1930-28 de junio de 1932) (trasladado al metropolitanato de Calcedonia)
- Emiliano (Papadimitriou) † (3 de septiembre de 1936-6 de diciembre de 1946 falleció)
- Atenágoras (Cavvadas) † (7 de junio de 1949-12 de abril de 1951) (trasladado al metropolitanato de Tiatira y Gran Bretaña)
- Jacobo II (Dzanavaris) † (8 de agosto de 1954-12 de agosto de 1969) (trasladado a Alemania)
- Bartolomé (Archondonis) † (25 de diciembre de 1973-9 de enero de 1990) (trasladado al metropolitanato de Calcedonia)
- Melitón (Karas) (desde el 28 de octubre de 1990)